# Saint-Aignan-le-Jaillard
Saint-Aignan-le-Jaillard é uma comuna francesa na região administrativa do Centro, no departamento Loiret. Estende-se por uma área de 24 km². Em 2010 a comuna tinha 615 habitantes (densidade: 25,6 hab./km²).